# 金澤自然公園
金澤自然公園（日语：／）位於橫濱市金澤區，是橫濱市立都市公園（廣域公園）。

## 概要
除了園內的動物園，還鄰接釜利谷市民森林（釜利谷市民の森）與橫濱自然觀察森林。
園內有連結橫濱橫須賀道路的停車場與連結一般道路的停車場，一般停車場與公園間有巡迴巴士「無尾熊巴士」（コアラバス）。
因位在丘陵地，可眺望東京灣及八景島海島樂園。

## 主要設施
- 橫濱市立金澤動物園（日语：横浜市立金沢動物園）
- 烤肉廣場
- 溜滑梯
- 梅林
- 停車場（連結金澤自然公園交流道）
- 餐廳、商店

## 備註
1. ↑  指定管理者一覧 的存檔，存档日期2015-09-23.

## 外部連結
- 金澤自然公園地圖 （页面存档备份，存于）（金澤動物園官方網站）